# Varvara Ivanovna Ikskul von Gildenband
Varvara Ivanovna Ikskul von Gildenband, född 1850, död 1928, var en rysk hovfunktionär, författare, översättare och förläggare och filantrop.

## Biografi

### Familj
Hon var dotter till generalmajor Ivan Sergejevitj Lutkovskij (1805–1888) och Maria Aleksandrovna Sjtjerbatova. Vid 16 års ålder gifte hon sig med diplomat, riksråd och kammarherre Nikolaj Dmitrijevitj Glinka-Mavrin. Hon skilde sig och gifte 1874 om sig med den ryske ambassadören i Rom, baron Karl Petrovich Ikskul von Gildenband. 

### Författare
Hon skrev från början av 1880-talet började skriva romaner, noveller och noveller för franska tidskrifter under pseudonymen Rouslane (Ruslana). 

### Socialt engagemang
Från 1890, då hon återvände till Ryssland från Italien med sin andre man, höll hon en berömd litterär salong i S:t Petersburg. 
1891-1896 var hon i samarbete med Ivan Dmitrijevitj Sytin engagerad i utgivningen av billiga böcker för offentlig läsning. 64 böcker publicerades med verk av rysk och översatt fransk litteratur.
1892 engagerade hon sig för att hjälpa svältande i byn Nizjnjaja Serda i Kazan-provinsen; samlade in pengar, och organiserade gratis bespisning. 
Hon hade liberala åsikter och tog, genom att utnyttja sin närhet till det ryska kejserliga hovet, aktiv del i många samtida politiska öden. I synnerhet räddade hon Maksim Gorkij från fängelset tre gånger, och arbetade för Nikolaj Konstantinovitj Michajlovskij, som hotades av exil.
Hon spelade en stor roll i skapandet av Kvinnors Medicinska Institut St. Petersburg 1895, och gav därefter konstant hjälp till denna institution: hon organiserade välgörenhetskonserter, föreläsningar och lotterier, samlade in pengar för att organisera gratis måltider för de behövande, deltog i förberedelserna av Pirogov-kongresserna och inrättade flera stipendier. 1894-1896 överförde hon betydande boksamlingar till S: t Petersburgs universitets vetenskapliga bibliotek och biblioteket för Bestuzjevkurserna; hon var ansvarig för kursbiblioteket 1894–1918. Hon var medlem i välgörenhetsföreningen vid Kalinkinskaja-sjukhuset i St. Petersburg.
År 1900 blev hon en av initiativtagarna till skapandet av barmhärtighetssystrarna i det ryska Röda Korssamfundet uppkallat efter generaladjutant M. P. von Kaufmann. Hon var medlem av Aleksejevskijs huvudkommitté för välgörenhet för barn till personer som dog i kriget med Japan. I februari–oktober 1912, med en avdelning av barmhärtighetssystrarna, begav hon sig till Balkan till området för militära operationer i Bulgarien, Serbien och Montenegro under kriget mot det osmanska riket. Åren 1914–1916 arbetade barmhärtighetssystrarna under hennes ledning på sydvästra fronten, där de organiserade ett antal sjukhus och scenkliniker. För sitt arbete på frontlinjen 1916 fick hon medalj. Samma år var hon ledamot av Damsjukhusets kommitté och ordförande i Sällskapet till Förstärkning av Kvinnomedicinska Institutets och Högre Kvinnokurser.

### Senare liv
Efter oktoberrevolutionen tillbringade hon 1918 flera veckor i fängelse som gisslan (som mor till ett medlem av "vita gardet"), och sedan, tillsammans med sin son Ivan Glinka, vräktes hon från sitt hus på Kirotjnajagatan. Vintern 1919–1920 dog sonen av lunginflammation komplicerad av hunger. Hösten 1920 bosatte hon sig med hjälp av Maksim Gorkij i Konsthuset på Nevskij Prospekt 15. Hon försökte tjäna extra pengar genom att översätta. Hon ansökte hos myndigheterna om att få resa utomlands, men fick avslag. Vintern 1920 korsade hon illegalt, enligt en version med hjälp av en smugglarguide, gränsen till Finland. 
Från 1922 bodde hon i Paris med sin äldste son Grigorij (1869–efter 1930). Hon dog den 20 februari 1928 och ligger begravd på Batignolleskyrkogården.